# ヴェルサイユ
ヴェルサイユ（フランス語: Versailles）は、フランス北部のイル＝ド＝フランス地域圏に位置するコミューンで、イヴリーヌ県の県庁所在地である。

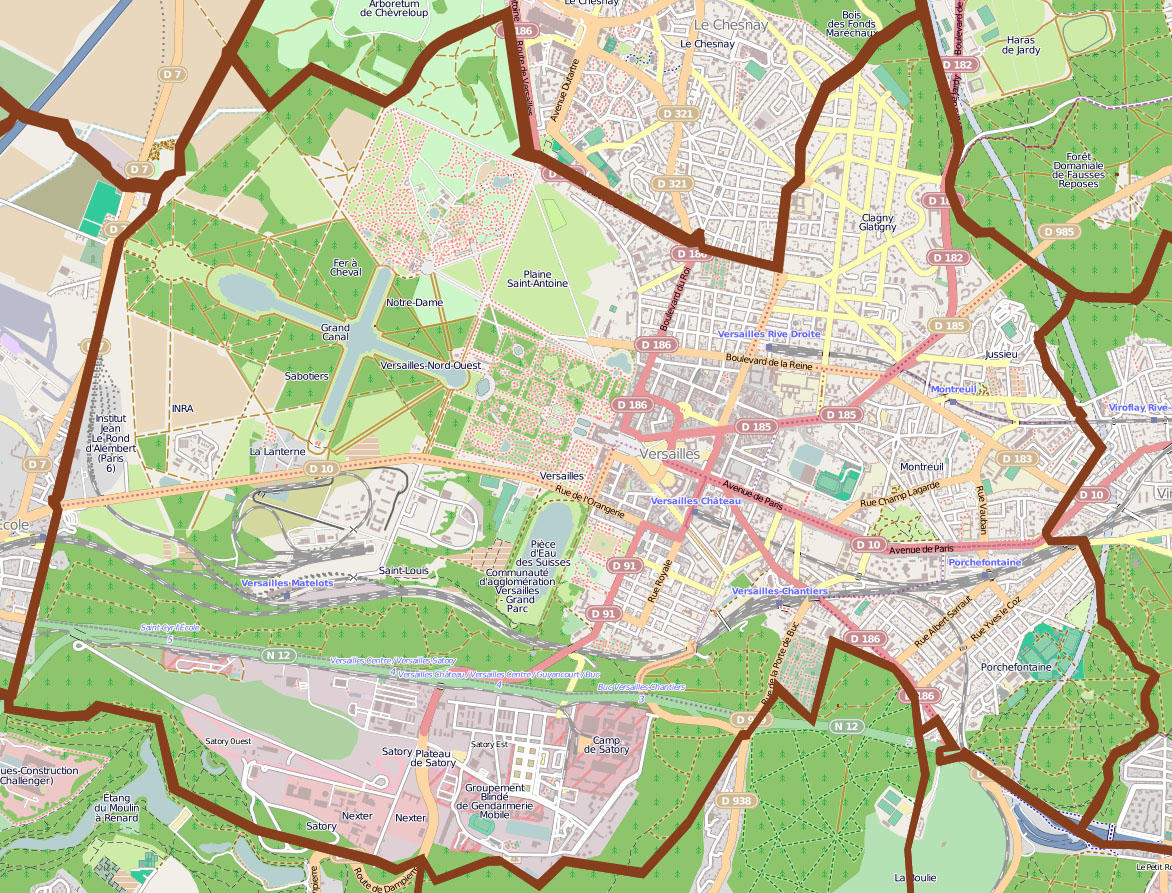
ヴェルサイユの街区

ヴェルサイユ宮殿（世界遺産）の所在地として有名である。パリから約20km南西に位置し、パリ中心部からは普通電車で最短約17分、RERで約45分であり、フランスの首都圏の一角を占める。このほか、サンルイ地区と呼ばれる旧市街、ノートルダム地区と呼ばれる歴史的居住区がある。

## 歴史

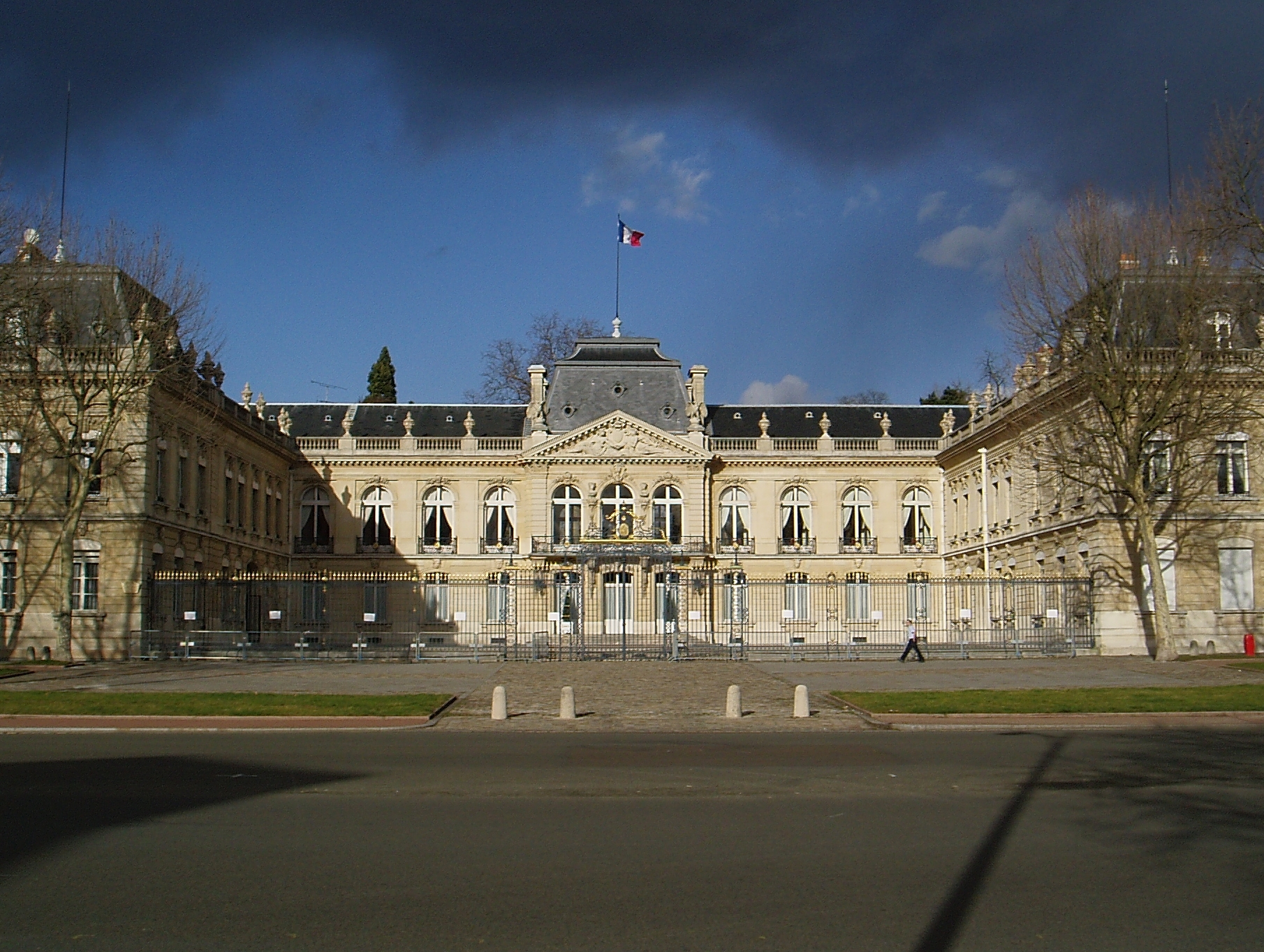
イヴリーヌ県庁

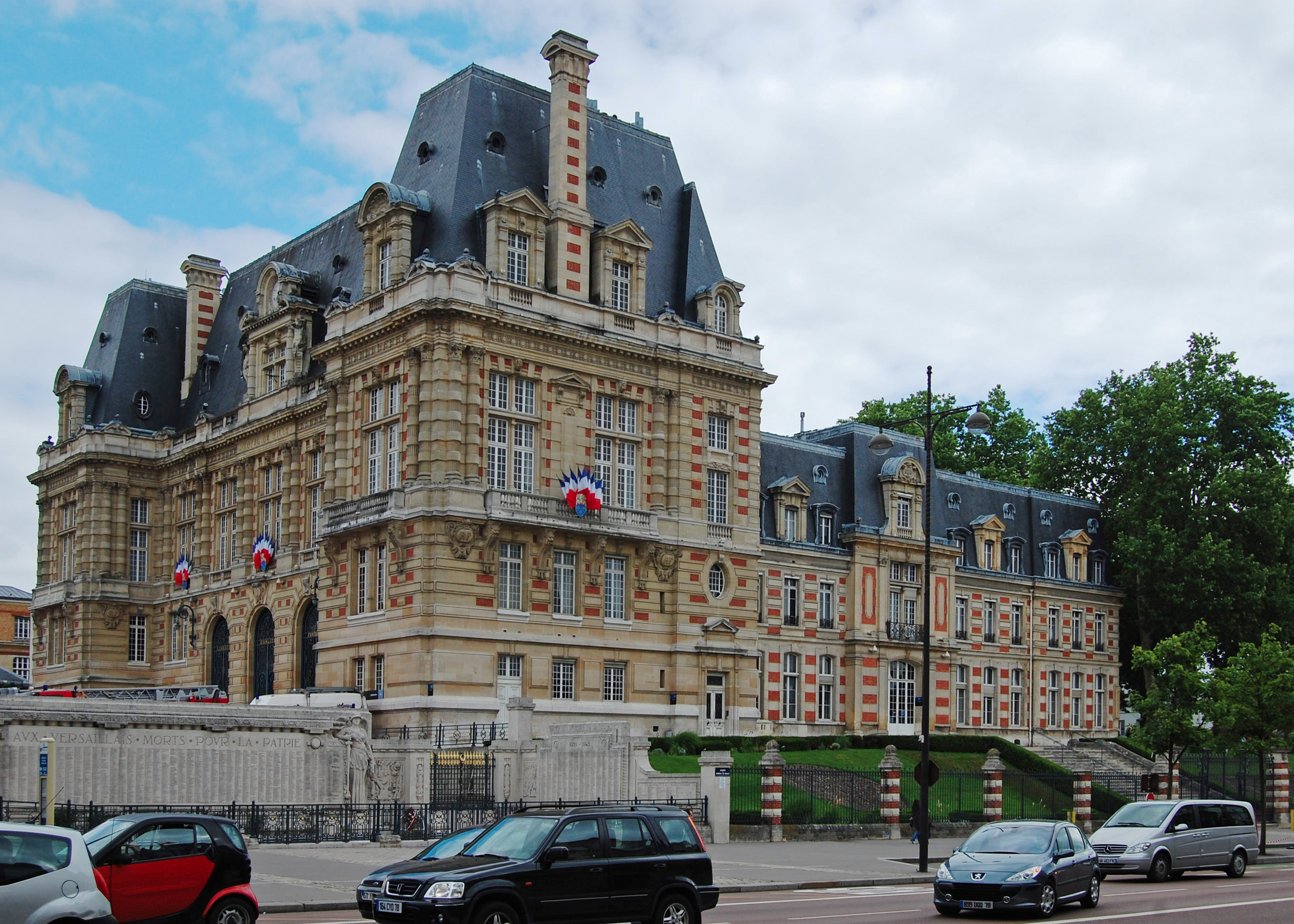
ヴェルサイユ市庁

ヴェルサイユは、1682年5月 - 1715年9月（ブルボン朝）、1722年6月 - 1789年10月（ブルボン朝）、1871年3月 - 1879年（第3共和制） に、フランスの実質的な首都機能を持つ。
ただし、これらの時期を通して、公式な首都はパリ、公式宮殿はルーヴル宮殿である。

## 対外関係

### 姉妹都市･提携都市
- 奈良（日本国 近畿地方 奈良県）
- 台北（中華民国 直轄市）
- プーシキン（ロシア連邦 サンクトペテルブルク連邦市）
- キャンベラ（オーストラリア連邦 首都特別地域）
- ギーセン（ドイツ連邦共和国 ヘッセン州）
- ポツダム（ドイツ連邦共和国 ブランデンブルク州）
- 慶州（大韓民国 慶尚北道）

## 教育

### 大学
- ENSP（フランス語版）（エコール・ナショナル・シュペリウール・ド・ペイザージュ・ド・ヴェルサイユ）
  - エコール・ド・ペイザージュの一校。1874年創立の国立高等園芸学校（エコール・ナショナル・シュペリウール・ドリクチュール, ENSH）を1995年に改組し、景観(ペイザージュ)・造園課程をヴェルサイユに残し、園芸・植物学課程をアンジェに移転した。「エコール・ド・ペイサージュ」は、パリ市内パリ20区バニョレ通り49番地にもある。
- ヴェルサイユ・サンカンタン・アン・イヴリーヌ大学（フランス語版）
  - パリ第6大学とパリ第10大学の各キャンパスないし分校を1991年に統合して発足した国公立大学。

### 高等学校
- リセ・プリヴェ・サント＝ジュヌヴィエーヴ (Lycée privé Sainte-Geneviève) - "リセ・サント＝ジュヌヴィエーヴ"の名で知られている。1854年、イエズス会設立の私立リセ。グランゼコール準備級が国内高成績を修めていることで知られている。

## 交通

### 鉄道
市内の主要駅は3つである。
- ヴェルサイユ・リヴ・ドロワットゥ駅（パリ・サン・ラザール駅までフランス国鉄）
- ヴェルサイユ＝シャンティエ駅（パリ・モンパルナス駅までフランス国鉄）
- ヴェルサイユ＝シャトー駅 (リヴ・ゴーシュ)（RER C線）

## 関係者

### 出身者
- ルイ・ド・ノアイユ（第4代ノアイユ公爵）
- ルイ＝アレクサンドル・ベルティエ（元帥） - ナポレオン・ボナパルトの参謀長
- アニエス・ベー（ファッションデザイナー）
- フロランス・ドゥヴアール（元ウィキメディア財団理事長）

### 居住その他ゆかりある人物
- アブラアム＝ルイ・ブレゲ（時計職人、ブレゲ創業者） – 15歳でスイスからフランスに渡りパリやヴェルサイユで時計職人の研鑽を積み、1775年、パリシテ島ロルロージュ河岸（大時計河岸）（フランス語版）39番地にメゾンないしアトリエを開いたのがブレゲブランドの始まり。
- サラ・ベルナール（舞台女優） – 1853-1858年、ヴェルサイユにあった修道院の女子寄宿学校であるメゾン・ド・グラン＝シャン (Maison de Grand-Champ) に寄宿していた[1]。
- クロード・アヴリーヌ（作家） – パリ5区から引越し、同地の公立校リセ・オッシュ（フランス語版）で一時学んだ。
- ジャック・シラク（元大統領） – パリ5区生まれ。同地のリセ・オッシュで1年間学んだ。
- イザベル・ユペール（女優） – パリ16区生まれ、16区近郊ヴィル＝ダヴレー育ち。コンセルヴァトワールのヴェルサイユ（フランス語版）地域圏立音楽院で学んだ。

## 備考
Versailles は、フランス語発音: [vɛʁsaːj]（ヴェルサーイュ）。日本語のカタカナでは「ヴェルサイユ」「ベルサイユ」の表記が見られ、漢字では「凡尔赛」「凡爾賽」と表記する。
米国には、"Versailles" と名付けられた地名がある。フランスのVersailles のアメリカ英語読みは英語発音: [vεərˈsai]（ヴェァサイ。太字はアクセント）であるが、米国の地名の場合は英語発音: [ˈvərseilz]（ヴァーセイルズ）となり、発音もアクセントも異なる。同様に、元の地名と米国での地名との間で、綴りが同じなのに発音が違うものにバーミンガム（英国）とバーミングハム（米国）などがある。
- ヴァーセイルズ (イリノイ州)（英語版）（イリノイ州ブラウン郡）
- ヴァーセイルズ (ケンタッキー州)（英語版）（ケンタッキー州ウッドフォード郡）
- ヴァーセイルズ (ミズーリ州)（英語版）（ミズーリ州モーガン郡）
- ヴァーセイルズ (オハイオ州)（英語版）（オハイオ州ダーク郡）